# 波尔多理工学院
波尔多理工学院（法語：Institut polytechnique de Bordeaux），是法国波尔多的一所工程师学校，建于2009年。

## 院系设置
- 国立高等认知学校 ENSC
- 国立高等化学、生物与物理学校 ENSCBP
- 国立波尔多高等电子、计算机信息与无线电通信学院 ENSEIRB-MATMECA
- 国立高等环境、地理资源与可持续发展工程学校 ENSEGID
- 波尔多国立高等生物分子技术学校 ENSTBB
- 国立高等工业性能与航空维修学校 ENSPIMA